# Список глав правительства Бразилии
Список глав правительства Бразилии включает лиц, возглавлявших правительство Бразилии в течение двух периодов существования отдельного поста главы правительства в Империи Бразилии (порт. Império do Brasil) с 1847 года до 1889 года и в период «парламентской республики» с 1961 года до 1963 года в Республике Соединённых Штатов Бразилии (порт. República dos Estados Unidos do Brasil).
Официально пост главы правительства именовался президент Совета министров (порт. Presidente do Conselho de Ministros), однако вне официальных документов широко использовалось наименование премьер-министр Бразилии (порт. Primeiro-ministro do Brasil) либо президент Кабинета (порт. Presidente do Gabinete).
Применённая в первом столбце таблиц нумерация является условной; также условным является использование в первых столбцах цветовой заливки, служащей для упрощения восприятия принадлежности лиц к различным политическим силам без необходимости обращения к столбцу, отражающему партийную принадлежность. Имена персоналий на русском языке приведены в соответствии с правилами португальско-русской практической транскрипции, при этом последовательно использовался предложенный в ней вариант передачи «бразильской» фонетической нормы (при известном отсутствии консенсуса у специалистов по вопросу передачи португальских собственных имён), в том числе для лиц, происходящих из метрополии. При наличии у главы правительства дворянского титула наименование возглавляемого кабинета дано по нему.

## В империи (1847—1889)
В формировании бразильских правительств периода империи участвовали три политических партии: Либеральная, основанная 8 апреля 1831 года, Консервативная, зарегистрированная в 1837 году, и Прогрессивная лига, созданная в 1862 году. Пост президента Совета министров был создан декретом от 20 июля 1847 года № 523, при этом он отсутствовал в действовавшей конституции империи.
С провозглашением республики в результате военно-политического переворота 15 ноября 1889 года глава созданного временного правительства Деодору да Фонсека стал главой государства, имперские политические партии были распущены. В последующем установилось прямое президентское управление кабинетом министров.
|          | Портрет | Имя (годы жизни) | Полномочия       | Полномочия       | Партия                | Кабинет                  | Пр.                  |
| Начало   | Портрет | Имя (годы жизни) | Окончание        |                  | Партия                | Кабинет                  | Пр.                  |
| -------- | ------- | --- | ---------------- | ---------------- | --------------------- | ------------------------ | -------------------- |
| 1        |         | Мануэл Алвис Бранко (1797—1855) порт. Manuel Alves Branco                                                                                 | 20 июля 1847     | 7 марта 1848     | Либеральная партия    | Алвис Бранко             | [ 10 ] [ 11 ] [ 12 ] |
| 2        |         | Жозе Карлус Перейра ди Алмейда Торрис, 2-й виконт ди Макае (1799—1856) порт. José Carlos Pereira de Almeida Torres, 2.º visconde de Macaé | 8 марта 1848     | 31 мая 1848      | Либеральная партия    | Макае                    | [ 13 ] [ 14 ]        |
| 3        |         | Франсиско ди Паула Соза-и-Мело (1791—1854) порт. Francisco de Paula Sousa e Melo                                                          | 31 мая 1848      | 29 сентября 1848 | Либеральная партия    | Паула Соза               | [ 15 ] [ 16 ]        |
| 4 (I)    |         | Педру ди Араужу Лима, виконт ди Олинда (1793—1870) порт. Pedro de Araújo Lima, visconde de Olinda                                         | 29 сентября 1848 | 8 октября 1849   | Консервативная партия | Олинда (I)               | [ 17 ] [ 18 ] [ 19 ] |
| 5        |         | Жозе да Коста Карвалью, виконт ди Монти-Алегри (1796—1860) порт. José da Costa Carvalho, visconde de Monte Alegre                         | 8 октября 1849   | 11 мая 1852      | Консервативная партия | Монти-Алегри             | [ 20 ] [ 21 ] [ 22 ] |
| 6 (I)    |         | Жуакин Родригис Торрис (1802—1872) порт. Joaquim José Rodrigues Torres                                                                    | 11 мая 1852      | 6 сентября 1853  | Консервативная партия | Итабораи                 | [ 23 ] [ 24 ] [ 25 ] |
| 7        |         | Онориу Эрмету Карнейру Леан, маркиз ду Парана (1801—1856) порт. Honorio Hermeto Carneiro Leão, marquês do Paraná                          | 6 сентября 1853  | 3 сентября 1856  | Консервативная партия | Парана                   | [ 26 ] [ 27 ] [ 28 ] |
| 8 (I)    |         | Луис Алвис ди Лима-и-Силва, маркиз ди Кашиас (1803—1880) порт. Luís Alves de Lima e Silva, marquês de Caxias                              | 3 сентября 1856  | 4 сентября 1857  | Консервативная партия | Кашиас (I)               | [ 29 ] [ 30 ] [ 31 ] |
| 4 (II)   |         | Педру ди Араужу Лима, маркиз ди Олинда (1793—1870) порт. Pedro de Araújo Lima, marquês de Olinda                                          | 4 сентября 1857  | 12 декабря 1858  | Консервативная партия | Олинда (II)              | [ 17 ] [ 18 ] [ 19 ] |
| 9        |         | Антониу Паулину Лимпу ди Абрэу, виконт ди Абаэте (1798—1883) порт. Antônio Paulino Limpo de Abreu, visconde de Abaeté                     | 12 декабря 1858  | 10 августа 1859  | Консервативная партия | Абаэте                   | [ 32 ] [ 33 ] [ 34 ] |
| 10       |         | Анжелу Монис да Силва Феррас (1812—1867) порт. Ângelo Moniz da Silva Ferraz                                                               | 10 августа 1859  | 2 марта 1861     | Консервативная партия | Силва Феррас             | [ 35 ] [ 36 ]        |
| 8 (II)   |         | Луис Алвис ди Лима-и-Силва, маркиз ди Кашиас (1803—1880) порт. Luís Alves de Lima e Silva, marquês de Caxias                              | 2 марта 1861     | 24 мая 1862      | Консервативная партия | Кашиас (II)              | [ 29 ] [ 30 ] [ 31 ] |
| 11 (I)   |         | Закариас ди Гойс-и-Васонселус (1815—1877) порт. Zacarias de Góis e Vasconcelos                                                            | 24 мая 1862      | 30 мая 1862      | Прогрессивная лига    | Гойс-и-Васонселус (I)    | [ 37 ] [ 38 ]        |
| 4 (III)  |         | Педру ди Араужу Лима, маркиз ди Олинда (1793—1870) порт. Pedro de Araújo Lima, marquês de Olinda                                          | 30 мая 1862      | 15 января 1864   | Прогрессивная лига    | Олинда (III)             | [ 17 ] [ 18 ] [ 19 ] |
| 11 (II)  |         | Закариас ди Гойс-и-Васконселус (1815—1877) порт. Zacarias de Góis e Vasconcelos                                                           | 15 января 1864   | 31 августа 1864  | Прогрессивная лига    | Гойс-и-Васконселус (II)  | [ 37 ] [ 38 ]        |
| 12       |         | Франсиску Жозе Фуртаду (1818—1870) порт. Francisco José Furtado                                                                           | 31 августа 1864  | 12 мая 1865      | Либеральная партия    | Фуртаду                  | [ 39 ] [ 40 ]        |
| 4 (IV)   |         | Педру ди Араужу Лима, маркиз ди Олинда (1793—1870) порт. Pedro de Araújo Lima, marquês de Olinda                                          | 12 мая 1865      | 3 августа 1866   | Либеральная партия    | Олинда (IV)              | [ 17 ] [ 18 ] [ 19 ] |
| 11 (III) |         | Закариас ди Гойс-и-Васконселус (1815—1877) порт. Zacarias de Góis e Vasconcelos                                                           | 3 августа 1866   | 16 июля 1868     | Либеральная партия    | Гойс-и-Васконселус (III) | [ 37 ] [ 38 ]        |
| 6 (II)   |         | Жуакин Родригис Торрис, виконт ди Итабораи (1802—1872) порт. Joaquim José Rodrigues Torres, visconde de Itaboraí                          | 16 июля 1868     | 29 сентября 1870 | Консервативная партия | Итабораи (II)            | [ 23 ] [ 24 ] [ 25 ] |
| 13       |         | Жозе Антониу Пимента Буэну, виконт ди Сан-Висенти (1803—1878) порт. José Antônio Pimenta Bueno, visconde de São Vicente                   | 29 сентября 1870 | 7 марта 1871     | Консервативная партия | Сан-Висенти              | [ 41 ] [ 42 ] [ 43 ] |
| 14       |         | Жозе Мария да Силва Параньюс, виконт ду Риу-Бранку (1819—1880) порт. José Maria da Silva Paranhos, visconde do Rio Branco                 | 7 марта 1871     | 25 июня 1875     | Консервативная партия | Риу-Бранку               | [ 44 ] [ 45 ] [ 46 ] |
| 8 (III)  |         | Луис Алвис ди Лима-и-Силва, герцог ди Кашиас (1803—1880) порт. Luís Alves de Lima e Silva, duque de Caxias                                | 25 июня 1875     | 5 января 1878    | Консервативная партия | Кашиас (III)             | [ 29 ] [ 30 ] [ 31 ] |
| 15       |         | Жуан Линс Виэйра Кансансан ди Синимбу (1810—1906) порт. João Lins Vieira Cansanção de Sinimbu                                             | 5 января 1878    | 28 марта 1880    | Либеральная партия    | Синимбу                  | [ 47 ] [ 48 ]        |
| 16 (I)   |         | Жозе Антониу Сарайва (1823—1895) порт. José Antônio Saraiva                                                                               | 28 марта 1880    | 21 января 1882   | Либеральная партия    | Сарайва (I)              | [ 49 ] [ 50 ]        |
| 17       |         | Мартинью Алварис да Силва Кампус (1816—1887) порт. Martinho Álvares da Silva Campos                                                       | 21 января 1882   | 3 июля 1882      | Либеральная партия    | Силва Кампус             | [ 51 ] [ 52 ]        |
| 18       |         | Жуан Лустоза да Кунья Паранагуа, 2-й виконт ди Паранагуа (1821—1912) порт. João Lustosa da Cunha Paranaguá, 2.º visconde de Paranaguá     | 3 июля 1882      | 24 мая 1883      | Либеральная партия    | Паранагуа                | [ 53 ] [ 54 ] [ 55 ] |
| 19       |         | Лафайети Родригис Перейра (1834—1917) порт. Lafayette Rodrigues Pereira                                                                   | 24 мая 1883      | 6 июня 1884      | Либеральная партия    | Родригис Перейра         | [ 56 ] [ 57 ]        |
| 20       |         | Мануэл Пинту ди Суза Дантас (1831—1894) порт. Manuel Pinto de Sousa Dantas                                                                | 6 июня 1884      | 6 мая 1885       | Либеральная партия    | Суза Дантас              | [ 58 ] [ 59 ]        |
| 16 (II)  |         | Жозе Антониу Сарайва (1823—1895) порт. José Antônio Saraiva                                                                               | 6 мая 1885       | 20 августа 1885  | Либеральная партия    | Сарайва (II)             | [ 49 ] [ 50 ]        |
| 21       |         | Жуан Маурисиу Вандерлей, барон ди Котежипи (1815—1889) порт. João Maurício Wanderley, barão de Cotegipe                                   | 20 августа 1885  | 10 марта 1888    | Консервативная партия | Котежипи                 | [ 60 ] [ 61 ] [ 62 ] |
| 22       |         | Жуан Алфреду Коррейра ди Оливейра (1835—1919) порт. João Alfredo Correia de Oliveira                                                      | 10 марта 1888    | 7 июня 1889      | Консервативная партия | Коррейра ди Оливейра     | [ 63 ] [ 64 ]        |
| 23       |         | Афонсу Селсу ди Асис Фигейреду, виконт ди Ору-Прету (1836—1912) порт. Affonso Celso de Assis Figueiredo, visconde de Ouro Preto           | 7 июня 1889      | 15 ноября 1889   | Либеральная партия    | Ору-Прету                | [ 65 ] [ 66 ] [ 67 ] |

## В парламентской республике (1961—1963)
Режим парламентской республики был установлен в Бразилии 2 сентября 1961 года принятием конституционной поправки в Конституцию Бразилии 1946 года на сессии Национального конгресса, и отменён 23 января 1963 года шестой поправкой, утверждённой во исполнение результатов прошедшего 6 января 1963 года конституционного референдума. Кроме указанных ниже трёх глав правительств президент Жуан Голарт поручал 3 июля 1962 года формирование правительства инициатору конституционной реформы Ауру ди Мора Андради, однако 10 июля 1962 года от него было получено заявление с отказом от этих полномочий.
|        | Портрет | Имя (годы жизни)                                                                          | Полномочия       | Полномочия       | Партия                            | Пр.           |
| Начало | Портрет | Имя (годы жизни)                                                                          | Окончание        |                  | Партия                            | Пр.           |
| ------ | ------- | ----------------------------------------------------------------------------------------- | ---------------- | ---------------- | --------------------------------- | ------------- |
| 24     |         | Танкреду ди Алмейда Невис (1910—1985) порт. Tancredo de Almeida Neves                     | 8 сентября 1961  | 12 июля 1962     | Социал-демократическая партия     | [ 72 ] [ 73 ] |
| 25     |         | Франсиску ди Паула Брошаду да Роша (1910—1962) порт. Francisco de Paula Brochado da Rocha | 12 июля 1962     | 18 сентября 1962 | Социал-демократическая партия     | [ 74 ]        |
| 26     |         | Эрмис Лима (1902—1978) порт. Hermes Lima                                                  | 18 сентября 1962 | 24 января 1963   | Бразильская трабальистская партия | [ 75 ]        |